# Twyn Tudur
Twyn Tudur är ett slott i Storbritannien.   Det ligger i kommunen Caerphilly och riksdelen Wales, i den södra delen av landet, 210 km väster om huvudstaden London. Twyn Tudur ligger 309 meter över havet.
Terrängen runt Twyn Tudur är huvudsakligen lite kuperad. Twyn Tudur ligger uppe på en höjd. Runt Twyn Tudur är det tätbefolkat, med 709 invånare per kvadratkilometer. Närmaste större samhälle är Cardiff, 17,5 km söder om Twyn Tudur. Trakten runt Twyn Tudur består i huvudsak av gräsmarker.